# التقسيم الرباعي لآيسلندا

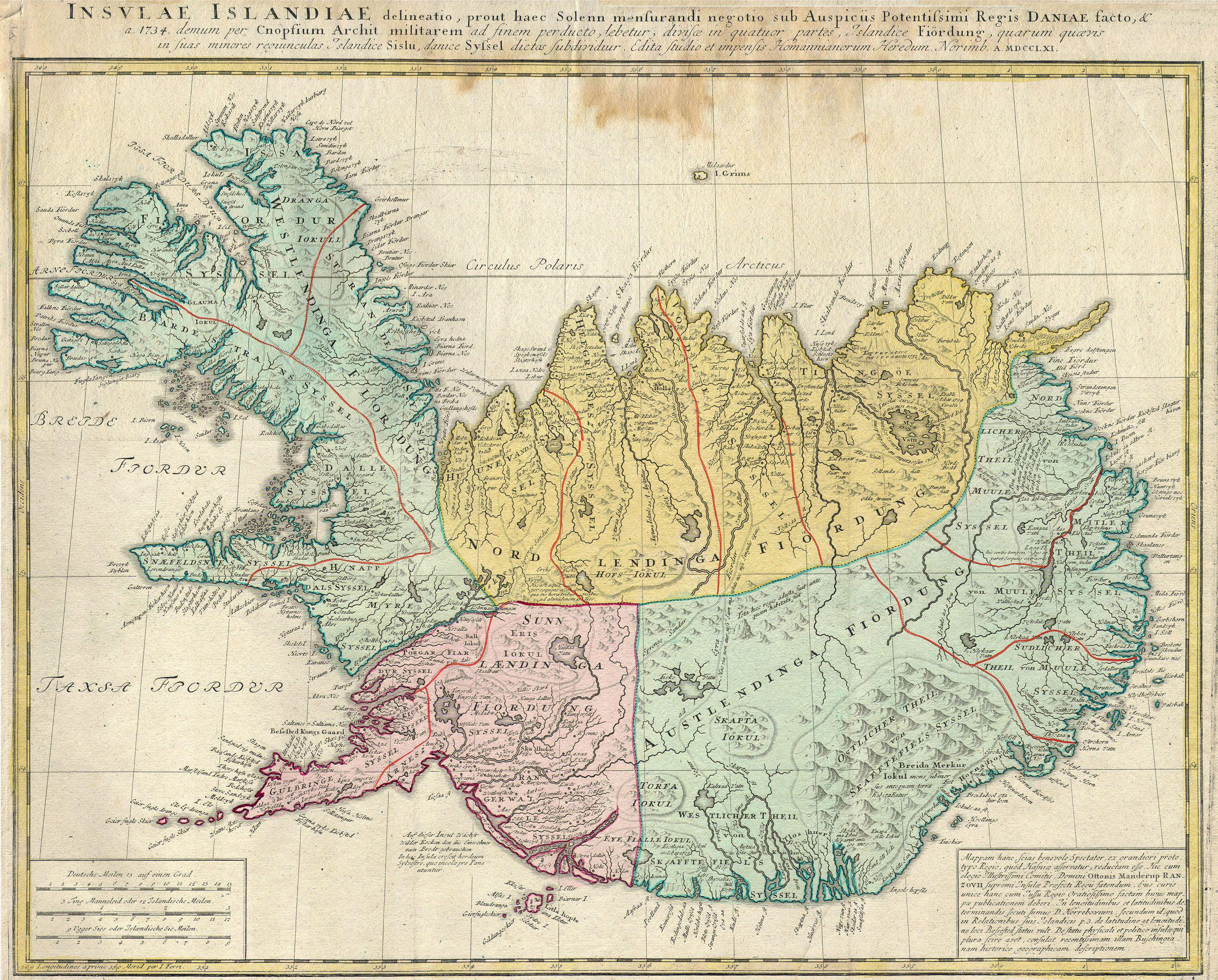
التقسيم الرباعي لآيسلندا على خريطة تعود لعام 1761.

قُسّمت آيسلندا تاريخيًا إلى أربعة أرباع (بالآيسلندية: Landsfjórðungar، مفردها landsfjórðungur) تقابل الاتجاهات الرئيسية. هدفت هذه التقسيمات الإدارية التي رُسمت عام 965 إلى تنظيم مجالس إقليمية سُميّت المجالس الربعية (fjórðungsþing) ومحاكم إقليمية سُميّت المحاكم الربعية (fjórðungsdómar). عقد كل ربع ثلاثة مجالس محلية (عادةً في الربيع والخريف)، والتي ترأس كلًا منها ثلاثة غوذار أو زعماء القبائل. عقد الربع الشمالي لوحده أربعة مجالس. تناولت المحاكم الربعية القضايا التي انتمى كل من المدعي والمدعى عليه فيها إلى نفس المجلس؛ عدا عن ذلك، أُحيلت القضية إلى الألثينغي (Alþingi). لا تتوفر الكثير من المعلومات حول هذه المحاكم الربعية، ويبدو أن مواعيدها لم تقتصر على الربيع والخريف بصورة منتظمة. على الرغم من النظام المتجسد في وجود ثلاثة غوذار لكل مجلس وثلاثة إلى أربعة مجالس لكل ربع، تميل الكفة إلى امتلاك نظام الحكم الذي اتبعه الزعماء والمجالس نمطًا أكثر تنوعًا.
قُسّمت أبرشيتا آيسلندا تبعًا لتقسيم الأرباع عام 1106، إذ امتدت أبرشية سكالهولت على نطاق ثلاثة أرباع (الغربي والجنوبي والشرقي)، بينما وُجدت أبرشية هولار في الربع الشمالي.

## رجال القانون
خضعت آيسلندا لسيطرة ملك النرويج عام 1264، وساهم كتاب في القانون لماغنوس مُصلح القانون في إحداث تغييرات قانونية عام 1271. وفقًا لهذا الكتاب (بعنوان Járnsíða أو «آيرونسايد»)، كان من المقرر تعيين رجل قانون في كل ربع. عادةً ما وُجد اثنان من رجال القانون فقط، واحد في الربعين الشمالي والغربي وآخر في الربعين الجنوبي والشرقي، لكن بلغ عددهم في بعض الأحيان أربعة رجال. في الوقت نفسه، اضمحلت المجالس القديمة ضمن المقاطعات (sýslur) واستُبدل بالغواذر منصب مأمور المقاطعة (sýslumenn) وهو منصب يُقرر الملك من يشغله. زاد نفوذ رجال القانون تدريجيًا، واعتُبر تأسيس محكمة عليا (yfirdómur) عام 1593 محاولةً للحدّ من سلطتهم بتحريض من منافسيهما الرئيسيين: الأسقفين.

## الدوائر الطبية
أصبحت آيسلندا مقاطعةً (amt) ضمن مملكة الدنمارك-النرويج في عام 1683. قُسمت البلاد إلى مقاطعتين (amter) عام 1770، هما الجنوب الشرقي والشمال الغربي، وجرى تغيير حدود الأرباع وفقًا للتقسيم الجديد. حلّت المقاطعتان (amter) محل الأرباع في الواقع.
منح الملك الإذن ببناء مستشفى واحد في كل ربع عام 1651. لم تكن مستشفيات بالمعنى الحديث بل كانت في المقام الأول لازاريتوس أو مستعمرات للمصابين بالجذام والتي أصبحت لاحقًا ملاجئ للمتشردين والمتسولين. أُنشئ عام 1766 منصب طبيب الربع (fjórðungslæknir)، مع وجود طبيب في كل ربع. على أي حال، سرعان ما قُسمت الدوائر الطبية، مع إدخال طبيب إضافي في الربع الغربي عام 1781 وإدخال طبيب آخر للجزء الشرقي من الربع الجنوبي عام 1799. كانت هذه الدوائر الطبية الست في آيسلندا هي الوحيدة على امتداد معظم القرن التاسع عشر. وافقت الدولة عام 1944 على زيادة تمويلها لثلاثة مستشفيات خارج ريكيافيك، ألا وهي مستشفيات اسافيوردور وأكوريري ونيسكابستادور، والتي جرى تخصيصها لتصبح مستشفيات ربعية (fjórðungssjúkrahús).

## الاستخدام المعاصر للمصطلح
استندت التقسيمات الإدارية اللاحقة في آيسلندا (ولا سيّما الدوائر الانتخابية المنشأة بموجب دستور آيسلندا عام 1874) إلى تقسيم المقاطعات والبلديات، وفقد التقسيم الرباعي تدريجيًا أي أهمية رسمية، على الرغم من استمرار استخدامه في لغة متداولة للإشارة إلى أجزاء من البلاد.
يوجد حاليًا شكل واحد فقط من أشكال الحكم المحلي في آيسلندا، وهو البلديات، بينما فقدت المقاطعات آخر ما تبقى من أهميتها الرسمية في تسعينيات القرن الماضي. شهد القرن العشرون في عدة مناسبات نشأة منظمات إقليمية، وجمعيات، وأماكن تعاون على المستوى البلدي وغيرها من المؤسسات القائمة على أساس التقسيم الرباعي. اقترح شخص يُدعى يوهانس أرناسون عام 1980 إعادة المجالس الربعية كوسيلة لتوزيع سلطة الدولة على الأقاليم، لكن لم يُؤخذ مقترحه هذا على محمل الجد. تُعدّ الأقاليم الثمانية (landshlutar) أكثر الطرق شيوعًا لتقسيم آيسلندا في الوقت الحاضر.